# Ceroplesis sudanica
Ceroplesis sudanica är en skalbaggsart som beskrevs av Aurivillius 1925. Ceroplesis sudanica ingår i släktet Ceroplesis och familjen långhorningar. Inga underarter finns listade i Catalogue of Life.